# 時間地図
『時間地図』（じかんちず）は、尾崎亜美の通算16作目のレギュラーアルバムである。1987年9月21日にキャニオンレコードから発売された。

## 概要
本作は″時間と空間を自由に行き来できる″という設定で、全体的に中近東のイメージを取り入れて制作された。尾崎によれば、アジアについてはこれまでに香港や上海を舞台にした曲を作っているので、まだ取り上げていない場所で一番エキゾチックな所はどこだろうと考えた時に中近東が浮かんできたという。本作にはアラビア語のタイトルの曲が2曲収録されている。
ジャケットには、ステレオカメラと呼ばれる特殊カメラを使って撮影された3Dフォトが使用されている。このアイディアは当時のキャニオンレコードのプロデューサーの案によるもので、尾崎によると現像代は100万単位という高額なものだったといい、「よく使わせてくれましたよね」と回顧している。撮影は山梨県の小淵沢町で行われた。ちなみに、LPレコードおよびCD初版には3Dジャケット専用のメガネが封入された。
レコーディングは再度ロサンゼルスで行われ、今剛、山木秀夫、佐藤準のほか、後に夫となる小原礼が初めて参加している。
A-4「Rainbow Tree」はB-4「時の子守り唄」をカップリングとして、同年10月5日にシングルカットされた。
2014年1月15日にはリマスター盤・HQCD仕様で再発売され、収録曲「Just In Time」「ジャスース フィッ ハレーム」「Time Come Round」のGOH HOTODAによるリミックス・ヴァージョンが追加収録された。

## 収録曲

### LP / CT
| 全作詞・作曲・編曲: 尾崎亜美。 |                                |          |            |      |
| #                              | タイトル                       | 作詞     | 作曲・編曲 | 時間 |
| 1.                             | 「moon」                       | 尾崎亜美 | 尾崎亜美   | 4:05 |
| 2.                             | 「Time comes round」           | 尾崎亜美 | 尾崎亜美   | 5:23 |
| 3.                             | 「Without You〜草原の人〜」    | 尾崎亜美 | 尾崎亜美   | 4:31 |
| 4.                             | 「Rainbow Tree」               | 尾崎亜美 | 尾崎亜美   | 4:50 |
| 5.                             | 「ジャスース フィッ ハレーム」 | 尾崎亜美 | 尾崎亜美   | 5:15 |

| 全作詞・作曲・編曲: 尾崎亜美。 |                                        |          |            |      |
| #                              | タイトル                               | 作詞     | 作曲・編曲 | 時間 |
| 1.                             | 「スーク マシュクーク」                | 尾崎亜美 | 尾崎亜美   | 5:50 |
| 2.                             | 「Just In Time」                       | 尾崎亜美 | 尾崎亜美   | 4:49 |
| 3.                             | 「Yesterday's Gone〜過ぎ去りし日々〜」 | 尾崎亜美 | 尾崎亜美   | 5:45 |
| 4.                             | 「時の子守り唄」                       | 尾崎亜美 | 尾崎亜美   | 2:47 |
| 5.                             | 「YAHOOO!!」                           | 尾崎亜美 | 尾崎亜美   | 4:18 |

### CD
| 全作詞・作曲・編曲: 尾崎亜美。 |                                        |          |            |      |
| #                              | タイトル                               | 作詞     | 作曲・編曲 | 時間 |
| 1.                             | 「moon」                               | 尾崎亜美 | 尾崎亜美   | 4:05 |
| 2.                             | 「Time comes round」                   | 尾崎亜美 | 尾崎亜美   | 5:23 |
| 3.                             | 「Without You〜草原の人〜」            | 尾崎亜美 | 尾崎亜美   | 4:31 |
| 4.                             | 「Rainbow Tree」                       | 尾崎亜美 | 尾崎亜美   | 4:50 |
| 5.                             | 「ジャスース フィッ ハレーム」         | 尾崎亜美 | 尾崎亜美   | 5:15 |
| 6.                             | 「スーク マシュクーク」                | 尾崎亜美 | 尾崎亜美   | 5:50 |
| 7.                             | 「Just In Time」                       | 尾崎亜美 | 尾崎亜美   | 4:49 |
| 8.                             | 「Yesterday's Gone〜過ぎ去りし日々〜」 | 尾崎亜美 | 尾崎亜美   | 5:45 |
| 9.                             | 「時の子守り唄」                       | 尾崎亜美 | 尾崎亜美   | 2:47 |
| 10.                            | 「YAHOOO!!」                           | 尾崎亜美 | 尾崎亜美   | 4:18 |

| 全作詞・作曲: 尾崎亜美。 |                                                  |          |            |      |
| #                        | タイトル                                         | 作詞     | 作曲・編曲 | 時間 |
| 11.                      | 「Just In Time」(Goh Hotoda Remix)               | 尾崎亜美 | 尾崎亜美   | 7:13 |
| 12.                      | 「ジャスース フィッ ハレーム」(Goh Hotoda Remix) | 尾崎亜美 | 尾崎亜美   | 4:33 |
| 13.                      | 「Time Come Round」(Goh Hotoda Remix)            | 尾崎亜美 | 尾崎亜美   | 7:43 |
| 合計時間:                | 合計時間:                                        | 44:37    |            |      |

### 楽曲解説
1. moon
2. Time comes round
3. Without You 〜草原の人〜
4. Rainbow Tree
同年10月にシングルカットされた。1987〜1988日立製作所・エアコン「白くまくん」CMソング。
5. ジャスース フィッ ハレーム
6. スーク マシュクーク
7. Just In Time
8. Yesterday's Gone 〜過ぎ去りし日々〜
柴田多映子への提供曲。
9. 時の子守り唄
「Rainbow Tree」のB面曲。
10. YAHOOO!!

## シングル

### 概要
A面曲「Rainbow Tree」、B面曲「時の子守り唄」ともにアルバム『時間地図』からのシングルカット。「Rainbow Tree」は日立製作所ルームエアコンのCMソングとして使用された。

### 収録曲
| 全作詞・作曲・編曲: 尾崎亜美。 |                  |          |            |      |
| #                              | タイトル         | 作詞     | 作曲・編曲 | 時間 |
| A.                             | 「Rainbow Tree」 | 尾崎亜美 | 尾崎亜美   | 4:50 |
| B.                             | 「時の子守り唄」 | 尾崎亜美 | 尾崎亜美   | 2:47 |

### タイアップ
| 曲名         | タイアップ                                     |
| ------------ | ---------------------------------------------- |
| Rainbow Tree | 日立ルームエアコン″白くまくん″CMイメージソング |

## 参考資料
- 『時間地図』（HQCD 紙ジャケット・ライナーノーツ）ポニーキャニオン、2014年1月15日。PCCA-50177。
- 尾崎亜美『Rainbow Tree』（シングルレコード）キャニオン・レコード/F-LABEL、1987年10月5日。7A-0778。